# Лудяна (река)
Лудяна — река в Кировской области России, левый приток Вятки (бассейн Волги). Устье реки находится в 309 км от устья Вятки. Длина реки составляет 91 км. Площадь водосборного бассейна — 723 км².
Исток Лудяны на Вятском Увале к северу от села Татаурово в 28 км к северо-западу от посёлка Суна. Река течёт на юг, русло извилистое, скорость течения довольно высокая, до 0,5 м/с. Большая часть течения проходит по Нолинскому району, верховья расположены в Сунском районе, низовья — в Лебяжском районе. Высота истока — 183,6 м над уровнем моря.
Крупнейший приток — Сардан. На реке расположены крупные сёла Татаурово, Лудяна, Лудяна-Ясашинская, Зыково и Швариха; а также ряд небольших деревень. В нижнем течении входит в лесной массив, впадает в Вятку выше села Мысы. Ширина реки у села Швариха составляет 30 метров, перед устьем — 35 метров.

## Притоки
(указано расстояние от устья)
- Онаморка (лв)
- Елпань (лв)
- Пычуг (пр)
- Сургут (пр, 35 км, в водном реестре — река без названия)
- Кишка (пр)
- Вьюнок (пр, 55 км, в водном реестре — река без названия)
- Сардан (лв, 59 км)

## Данные водного реестра
По данным государственного водного реестра России относится к Камскому бассейновому округу, водохозяйственный участок реки — Вятка от города Котельнич до водомерного поста посёлка городского типа Аркуль, речной подбассейн реки — Вятка. Речной бассейн реки — Кама.
Код объекта в государственном водном реестре — 10010300412111100037754.